# Iubiri dificile
 Iubiri dificile  este o antologie de povestiri de Italo Calvino publicată în 1970.
Dacă Iubiri dificile sunt, în cea mai mare parte, proze despre un bărbat și o femeie care nu reușesc să comunice, autorul identifică în acest eșec nu numai un motiv de disperare, ci și un element fundamental (dacă nu de-a dreptul esența însăși) al relației amoroase.